# Jan Smit
Jan Smit (Volendam, 31 de desembre del 1985) és un cantant, presentador de televisió i actor neerlandès.
Smit va néixer i créixer a Volendam i a l'edat de 10 anys va aconseguir arribar al número 1 de la llista de ventes amb la cançó «Ik zing dit lied voor jou alleen» ('Canto aquesta cançó només per tu'). Els anys següents, va assolir més èxits als Països Baixos, així com a Alemanya, Àustria, Bèlgica i Suïssa.
El 2005 va ser protagonista del programa de telerealitat Gewoon Jan Smit, sobre la seva vida. Des del 2011, és comentarista del Festival de la Cançó d'Eurovisió pels Països Baixos. Des del 2012 presenta el programa musical Beste Zangers.
Des del 2015, Smit forma part del trio de schlager KLUBBB3 i des del 2017 també del grup musical De Toppers.
Va ser un dels presentadors del Festival de la Cançó d'Eurovisió 2021 a Rotterdam.